# Patrick Bedard
Patrick Bedard (ur. 20 sierpnia 1941 roku w Waterloo) – amerykański kierowca wyścigowy.

## Życiorys
Bedard rozpoczął karierę w międzynarodowych wyścigach samochodowych w 1980 roku od startów w Amerykańskiej Formule Super Vee Robert Bosch/Valvoline Championship. Z dorobkiem dziewięciu punktów został sklasyfikowany na 23 pozycji w końcowej klasyfikacji kierowców. W późniejszym okresie Amerykanin pojawiał się także w stawce World Challenge for Endurance Drivers, World Championship for Drivers and Makes, IMSA Camel GTO, FIA World Endurance Championship, CART Indy Car World Series, IMSA Camel GT Championship, 24-godzinnego wyścigu Le Mans oraz USAC Gold Crown Championship.
W CART Indy Car World Series Bedard startował w latach 1982-1984. Najlepszy wynik Amerykanin osiągnął w 1982 roku, kiedy uzbierane dwa punkty dały mu 41 miejsce w klasyfikacji generalnej.